# Quinta da Fonte
A Quinta da Fonte ou Quinta da Nossa Senhora das Dores é uma casa brasonada que se encontra na Rua da Fonte, Freguesia de Canelas, Município de Estarreja.
Além destes dois nomes também foi conhecida como a Quinta de Cima, do Taborda ou do Morgado. Não se sabe ao certo o ano da sua construção mas parece tratar-se claramente de uma construção que data de finais do século XVII e princípios do século XVIII. 
Terá sido mandada construir por Manuel João de Figueiredo nativo da aldeia mas com ligações à vila de Pinheiro da Bemposta.

## Genealogia da Família Figueiredo e Carvalho
Foi casado este Manuel de Figueiredo com Maria Esteves e deste casal provém uma importante prole:
- António José de Figueiredo e Carvalho que foi Monteiro-mor e Capitão de Ordenanças;
- Manuel João de Figueiredo e Carvalho;
- Maria Inácia de Figueiredo e Carvalho;
- Ana Josefa de Figueiredo e Carvalho.

Os dois irmãos casaram no norte de Portugal com jovens fidalgas enquanto que Maria Inácia casou com João Taborda dos conhecidos fidalgos Tabordas de Esgueira cujos descendentes herdaram a Casa da Fonte. Por outro lado,a sua irmã Ana Josefa casava a 19 de Agosto de 1780 com o Dr. Francisco Xavier de Almeida Cabral também oriundo de Canelas. Estes viriam a ser os avós de D. Doroteia Eduarda de Almeida Cabral de Figueiredo e Carvalho mãe de Sebastião Maria de Quadros Côrte Real, todos pessoas ilustres de Canelas, Estarreja.
Desta família descendem muitas outras cujos descendentes se encontram não só em Canelas mas como por todo o Concelho de Estarreja, Distrito de Aveiro, Portugal e outros países tais como Venezuela, Estados Unidos da América, Brasil e Alemanha. Poderíamos afirmar que os Figueiredo e Carvalho foram antepassados das seguintes famílias que ostentam no presente os seguintes apelidos (desde que tenham raízes em Canelas):
- Taborda;
- Lucena e Vale;
- Quadros Côrte Real;
- Quadros;
- De Oliveira Quadros;
- De Oliveira Crespo;
- De Sousa Crespo;
- Almeida Cabral;
- Cabral etc

### Actuais Proprietários
Mas voltando à história da referida casa foi mais tarde que um dos descendentes desta família António Ribeiro Porto de Figueiredo e Taborda veio a casar com uma senhora da família Lucena, de Viseu, e é por esta via que a propriedade chega ao actual proprietário o Juiz-Desembargador Dr. Luís Manuel de Vilhegas e Lucena e Vale.

### Os Limites da Quinta
O que importa referir é que a Quinta era inicialmente muito maior, toda a sua área abrangeria os seus actuais limites e os da Quinta do Calvário, ou seja, as duas Quintas eram uma única propriedade ao que parece. A abertura da Rua da Fonte originou uma divisão natural da propriedade. A zona que abrange o Castanheiro, Rua da Fonte, Rua da Mata e parte da referida Quinta eram terrenos de uma densa mata onde predominavam castanheiros e também de muitas águas que, no Inverno, impediam a população de se deslocar para as Pedreiras, Morangal e Marridas. Em 1750, a mata começou a ser desbravada e pela mesma época, o povo começou a fazer passagem pela parte de cima da Capela de S. Tomé – local da igreja – atravessando a Quinta da família Figueiredo e, provavelmente, originando os traçados das Ruas da Fonte e da Mata, hoje existentes
O que se sabe é que a família Figueiredo, teve como "política" aumentar os limites da propriedade, anexando os terrenos confinantes, o que acabou por colidir com os interesses da população. Foi um tal Gouveia, vizinho próximo que, convenientemente armado de uma foice dissuasora, foi dizer ao Sr. Figueiredo Carvalho que não tomasse mais terrenos ao povo, o que o dito acatou.

### Atribuição do Brasão
O brasão que a referida quinta ostenta foi atribuído a António José de Figueiredo e Carvalho e consta nos Registos de Cartório da Nobreza onde diz o seguinte:
"Brasão atribuído a António José Figueiredo de Carvalho, Capitão de Ordenanças do lugar de Canellas, termo da Vila de Bemposta. Filho de Manuel João Figueiredo e D. Maria Esteves de Carvalho. Neto paterno de de João Manuel Figueiredo e D. Maria João Dias. Neto materno de Domingos Fernandes de Carvalho e D. Maria Esteves de Carvalho".
A Quinta da Fonte é hoje em dia património do Município de Estarreja pelo seu valor histórico e cultural cuja história está intimamente ligada à freguesia de Canelas.[carece de fontes?]